# Социальное познание
Социальное познание (англ. social cognition) — сложный, комплексный процесс познания одного человека другим, одна из областей, изучаемых социальной психологией, где исследуются механизмы того, как человек перерабатывает, хранит и использует информацию о других людях и социальных ситуациях.
Для того чтобы лучше понять этот социально-психологический феномен исследуются лежащие в его основе когнитивные процессы, теоретические представления о которых были разработаны в когнитивной психологии. Основными пунктами изучения являются вопросы о том, каким образом происходит процесс социальной перцепции, как организуются процессы вынесения суждения и процессы запоминания, связанные с социальными «раздражителями». Также исследуется то, как социальные и аффективные факторы (гнев, страх и тп.) влияют на когнитивные процессы, а также то, как эти изменения будут влиять на межличностное взаимодействие и поведение людей.
Помимо социальной психологии, термин социальное познание используется также во многих других отраслях психологии и когнитивной нейронауке. Проводятся исследование того, как нарушения социального познания влияют на социальное поведение при таких расстройствах как аутизм, шизофрения, а также в случае некоторых других расстройств. В когнитивной нейронауке исследуются биологические основы социального познания.

## История
Социальное познание стало исследоваться в 1960—1970 годы, в период, совпадающий с тем, когда началось активное развитие когнитивной психологии, которая вскоре стала основным подходом в зарубежной социальной психологии. Согласно представлению о социальном познании, которое разрабатывалось в рамках когнитивной психологии, считалось, что информация представлена в мозге в виде некоторых «когнитивных элементов», таких как схемы, атрибуции или стереотипы. Исследовалось то, каким образом «перерабатываются» эти когнитивные элементы.
Одной из значимых теорий, внесших большой вклад в исследование социального познания явилась так называемая теория схем. Однако только с её помощью оказалось невозможно объяснить такой комплексный феномен, как социальное познание. Поэтому для его объяснения стали использоваться и другие концепты социальной психологии, такие как социальное представление, теории социальной идентичности и атрибутивные теории. Было предположено, что объединив эти подходы, удастся создать некоторое связанное, интегративное представление о социальном познании.
В нашей стране одним из наиболее крупных исследователей в рамках психологии социального познания являлась Г. М. Андреева.

## Социальные «схемы»
Представление о социальных «схемах» берет свое начало из теории схем, которая разрабатывается в рамках когнитивной психологии и описывает то, как идеи или понятия репрезентируются в мозгу и как происходит процесс их категоризации, то есть отнесения к определенному классу. Согласно этой точке зрения, когда мы видим или думаем о чём-то, ментальное представление или схема определенным образом «активируется» и привносит, по механизму ассоциации, в наше сознание другую информацию, которая связана с первоначальным предметом наших мыслей. Подобного рода активация той или иной схемы часто происходит бессознательно. Получается, что в результате активации таких схем, у нас формируются суждения, которые основываются уже не только на наличной информации, а также и на той, которая выходит за её пределы, поступает благодаря ассоциациям. Вне зависимости от того, насколько оказываются верны наши суждения, описанный процесс влияет на социальное познание. Например, если некого человека представляют нам как учителя, то активируется «схема учителя», и мы можем начать думать об этом человеке, как о мудром или авторитетном или связывать наше представление о нём со своим прошлым опытом взаимодействия с учителями.
Когда говорят, что та или иная схема более доступна, это значит, что она может быть быстрее активирована и использована в конкретной ситуации. Существует два когнитивных процесса, которые повышают доступность схем — это так называемый праймеринг и салиентность. Праймеринг это такой процесс, благодаря которому опыт прямо предшествующий происходящей ситуации, увеличивает доступность связанной с ним схемы. Например, просмотр фильма ужасов поздно ночью может увеличить доступность пугающих схем, что повышает вероятность того, что человек начнет принимать увиденные на улице тени или ветки деревьев за какие-то угрожающие объекты. Салиентность это степень, с которой конкретный социальный объект отличается от других социальных объектов в условиях той или иной ситуации. Чем выше салиентность объекта, тем с большей вероятностью схемы, связанные с этим объектом окажутся более доступными. Например, если в группе присутствует одна женщина и семь мужчин, то «женские» схемы могут стать более доступными и повлиять на групповое мышление и поведение внутри группы по отношению к женщине.